# IX. sjezd KSČ
IX. sjezd KSČ byl sjezd tehdy již vládnoucí Komunistické strany Československa konaný v Československé republice roku 1949.
Sjezd se odehrával ve dnech 25. – 29. května 1949. Konal se v Praze. Účastnilo se ho 2346 delegátů, kteří zastupovali více než 2 300 000 tehdejších členů KSČ. Předsedou strany byl zvolen Klement Gottwald, generálním tajemníkem Rudolf Slánský, předsedou Ústřední revizní komise se stal Josef Štětka. Sjezd zvolil 97 členů a 32 náhradníků Ústředního výboru Komunistické strany Československa.
Šlo o první sjezd KSČ po převzetí moci v únoru 1948. Zároveň šlo o první sjezd poté, co byla Komunistická strana Slovenska opětovně začleněna do celostátní KSČ jako její územní jednotka. Sjezd vytyčil Generální linii výstavby socialismu.